# Giovanni Semeria
Giovanni Semeria (Coldirodi, 26 settembre 1867 – Sparanise, 15 marzo 1931) è stato un oratore e scrittore italiano, uno degli uomini pubblici più in vista del cattolicesimo italiano della prima metà del XX secolo, fondatore della Giovine Orchestra Genovese nel 1912.

## Biografia e pensiero
Giovanni Semeria nasce nel comune di Colla, che diverrà, in seguito, frazione collinare di Sanremo con il nome di Coldirodi. Il suo cognome era molto diffuso alla Colla e quindi anche la sua famiglia, seguendo una tradizione locale, era distinta dalle altre del paese con un soprannome specifico: veniva chiamata, infatti, "Semeria buon Gesù".
Il padre di Giovanni, anche lui Giovanni, soldato dell'esercito italiano, morì qualche mese prima della nascita del figlio a Brescia. Impegnato nella Terza campagna del 1866, contrasse il colera al soccorrere il fratello che se n'era ammalato durante l'epidemia che colpì la bassa bresciana. Prima di morire fece promettere alla moglie, Carolina, di far nascere il figlio al paese natale. Cosa che la donna puntualmente fece.
Il suo status di orfano lo condizionerà per tutta la vita, che dedicò proprio all'assistenza di questa categoria, all'epoca spesso dimenticata.
Entra, a 15 anni, nel noviziato dei barnabiti del Carrobiolo a Monza; riceve l'abito religioso l'8 ottobre 1882 ed emette i primi voti il 22 ottobre 1883.
Viene poi ordinato sacerdote il 5 aprile 1890, a meno di ventitré anni.
Da allora assume, tra i suoi impegni prioritari, la questione dei rapporti tra Stato e Chiesa, il dissidio tra Scienza e Fede, il rinnovamento del Pensiero Cristiano e la causa dei poveri nelle aree depresse del meridione devastate a seguito della prima guerra mondiale.
Esponente del giovane pensiero cristiano, trionfa dai pulpiti delle basiliche romane - non ultima quella di San Lorenzo in Damaso alla Cancelleria (1897) - e la folla si accalca, invade l'abside e i gradini dell'altare maggiore nella speranza di ascoltare colui che sta divenendo uno dei più richiesti e popolari oratori sacri della capitale. Sua usanza è quella di aprire, nei suoi discorsi, alla speranza e ad un rinnovamento che trova non pochi ostacoli nella Chiesa del tempo, ma che farà poi da riferimento per molti giovani e intellettuali di fine Ottocento.

### Lo studio e la ricerca teologica
Col suo impegno di studioso e oratore sollecita il clero, gli intellettuali, i teologi, a conciliare con la morale - e il pensiero cristiano - il frutto delle nuove scienze, delle più recenti scoperte - specie nel settore della critica storica - in modo che la pratica della religione e l'onestà intellettuale dello scienziato possano procedere di pari passo con la conoscenza scientifica, nella prospettiva di arrivare ad un'interpretazione della realtà cristiana e integrale.
Dal suo punto di vista, la Chiesa reale deve contrastare con quella ideale, immutabile, in quanto deve essere proposto un Cristianesimo vivo che guardi agli uomini, ai loro problemi, e non si fermi ai sistemi astratti di idee. Lo stesso tomismo deve essere riletto, per il barnabita, alla luce di un "metodo psicologico", di un "metodo storico", al fine di ricollocarne il pensiero nell'epoca e nelle condizioni storiche che lo hanno generato. Semeria quindi è convinto che l'accoglimento di questo punto di vista rappresenterebbe, per la Chiesa, un atto di coraggio e insieme un grande atto di Carità che porterebbe vantaggi alla comunità cristiana, assetata di Verità: infatti il clima ideologico estremamente pesante qual è quello dell'Italia post unitaria, ben vedrebbe un messaggio cristiano come "fermento di libertà e di progresso... fermento di fraternità, di unità e di pace".
"Non c'è dissidio tra la Chiesa e la scienza", afferma (1898), "ci può essere tutt'al più un malinteso". Ne consegue quindi, secondo lui, che la Chiesa non ha nulla da temere e moltissimo da guadagnare di fronte al confermarsi di uno spirito veramente scientifico e moderno.
Occorrerà attendere il 1965, però, con la Gaudium et Spes, affinché tale ideologia possa concretizzarsi: è solo in tale occasione, infatti, che si avrà l'invito ufficiale della Chiesa alla collaborazione tra i seminari e le università sugli studi teologici; e, cosa ancora più importante, si avrà l'ammissione che "una tale collaborazione - piuttosto che minare la fede del clero e dei laici - gioverà grandemente alla formazione dei sacri ministri", che potranno, così, presentare ai contemporanei la dottrina della Chiesa in maniera più organica e coerente, più idonea alle esigenze di chi ascolta.
Semeria quindi raccomanda lo studio sia al clero sia agli spiriti liberi che sentono "doveroso approfondire la conoscenza dei pensatori moderni" per scoprire in essi quella favilla di vero che vi splende, perché possano essere gli artefici di un risveglio, autentico, del pensiero cristiano senza, per questo, nulla togliere alle reali, profonde, necessità della dottrina. Infatti è consapevole che un livello di preparazione inadeguato del clero, peraltro costantemente denunciato tanto da parte cattolica (Romolo Murri, Salvatore Minocchi) quanto da parte laica (Giuseppe Prezzolini), può poteva portare ad una sostanziale sfiducia nella Chiesa e alla crisi dell'attività pastorale, oltre che a una cristallizzazione del movimento sociale e intellettuale dei cattolici che, poco alla volta, avrebbe finito per perdere tutte le sue migliori energie.
Il suo motto è "San Tommaso non basta ripeterlo, occorre imitarlo, la sua dottrina non deve essere limite ma lievito, non punto a cui si debba indietreggiare, ma da cui si debba, movendo, progredire".

### La cultura religiosa per i laici
Nell'attesa che il clero prenda coscienza dei grandi stravolgimenti storici e culturali che stanno portando ad una generale sfiducia, irreligiosità, razionalismo, Semeria pensa di lavorare alla costruzione, dalle fondamenta, di una cultura religiosa per i laici, realizzando una Scuola Superiore di Religione a Genova, nel novembre del 1897. In questo modo, oltre a fornire una conoscenza ampia e profonda delle Scritture, dei testi essenziali del Magistero, vuol dar modo ai cristiani di spaziare verso gli studi storici, letterari e filosofici contemporanei, da Antonio Fogazzaro al Von Hügel, da Giulio Salvadori a Maurice Blondel. Finalità della Scuola è quindi quello di dimostrare che "Cristo è sempre su tutte le grandi vie dell'umano progresso - amico di ogni verità scientifica, d'ogni bellezza estetica, d'ogni onesta libertà, d'ogni equa rivendicazione sociale."
Non mancano però, insieme ai tanti entusiasmi (Revue Biblique 1904, Gentile), le critiche, spesso aspre, de La Civiltà Cattolica che, in una nota del P. Rosa, pur confermando il favore all'iniziativa decretato dal Pontefice Pio X con l'enciclica De sacra doctrina traenda del 1905, lamenta un uso improprio e fuorviante delle Scuole ad opera di "Sacerdoti... religiosi, conferenzieri (i quali) ... trasformano la scuola di religione e l'apologetica del Cristianesimo quasi in un'apologia o apoteosi di filosofi e romanzieri... o peggio conducono alla scuola del Santo". Si allude evidentemente al barnabita, che aveva tenuto, a Genova, tre "letture" sul romanzo di Antonio Fogazzaro messo all'Indice nel 1906.
Nello stesso 1906, però, esce, con prefazione di Antonio Fogazzaro, Anima di don Tommaso Nediani, che è un grande ammiratore di Giovanni Semeria, tanto da adombrarne la figura all'interno del libro, nel personaggio di padre Forti.

### La carità del sacrificio e della coerenza
L'applicazione del metodo storico al Vangelo viene considerata, dalla rivista dei Gesuiti, semplicemente "ingenua" (1905), e le analisi del dogma pericolose e "razionaliste" (1906). Ciò è causa di dubbi sul suo operato, poiché nelle sue analisi critiche sulla Trinità e l'Incarnazione, oltre che sul primato del vescovo di Roma, viene visto un pericoloso tentativo di "refutare scholasticam definitionem veritatis" a favore di una verità che tenta di mischiare maldestramente Darwin e Platone, Herbert Spencer e sant'Agostino.
Presto una bufera lo travolge e, mentre scrive "ho coscienza d'aver predicato Gesù Cristo, come San Paolo ai predicatori di tutti i tempi l'ha insegnato e prescritto" non manca chi (Civiltà Cattolica, Fracassini, Poulat) arriva a considerarlo il capo di quella corrente modernista che verrà vista da Pio X, nel suo tentativo di "instaurare omnia in Christo", non solo come una semplice eresia ma come "il compendio e il veleno di tutte le eresie; una corrente che tendesse - a scalzare i fondamenti (stessi) della fede e ad annientare il Cristianesimo" ("Pii X Acta" 1951).
L'esilio a Bruxelles, iniziato nel 29 settembre 1912, e la vita di trincea - durante la prima guerra mondiale - provano molto il barnabita: cade in una crisi depressiva che ne mina, seriamente, le condizioni di salute. Ciononostante dedica il suo tempo dapprima in Svizzera, nel Canton Ticino, a supporto degli operai italiani; in seguito presta servizio come cappellano militare presso il comando supremo di Cadorna.

### La carità e l'educazione morale
Obiettivo primo del suo impegno di carità è, per il Semeria, quello di educare alla generosità e alla cultura attraverso la responsabilità e il sacrificio.
Un'educazione sinceramente cristiana non può che essere, per lui, "educazione della volontà", come volontà di servizio, volontà di azione. E la Gaudium et Spes ne confermerà la coerente prospettiva ecclesiale allorquando ribadirà, nel 1965, che trascurando i suoi impegni di carità verso il prossimo, verso lo stato, verso chi è povero, ammalato, bisognoso, il cristiano non solo trascura i suoi doveri verso i fratelli ma anche quelli verso Dio stesso, mettendo, così, in pericolo la propria salvezza eterna.
A ciascun cristiano non resta che prendere coscienza, quindi, delle proprie responsabilità - quelle che lo vogliono testimone e insieme strumento della missione della Chiesa stessa secondo la misura del proprio carisma - per collaborare alla realizzazione del progetto divino senza aspettarsi troppo dalla gerarchia, senza pretendere dal clero altro che luce e forza spirituale.
La stessa scuola, per lui, fuggendo ogni tentazione di ipertrofia intellettuale, deve rifiutare ogni possibile rischio di anemia morale perché in una condizione nella quale tutti parlano di morale rincorrendo l'onore, la ricchezza e il piacere, oltre a danneggiare i diritti dell'anima, si logorano anche i più basilari criteri di giustizia e di onestà.
"Quanti burattini nel mondo morale, amici miei!" dice a Genova nelle sue prediche nella Chiesa delle Vigne (1906), ma solo per poter, poi, indirizzare l'attenzione dell'uditorio all'impegno, all'azione. "Una cura morale, o signori, è urgente per noi - urgente di rimbalzo per questa società i cui mali sono tutti profondamente intrecciati con la infermità morale."

### La carità e la filosofia dell'azione
Di fronte al luccichio delle nuove ideologie che rappresentano l'avanguardia del materialismo irreligioso e dell'edonismo estetico è giunta l'ora, per il Semeria, di fare uno sforzo di concretezza, per "generare luce, non fosforescenza, per destare sulla scia delle parole, fermenti di salutare discussione" (De Marsico 1968); per farsi promotori di opere di carità, perché "più che con l'eloquenza della parola - si supportassero le proprie idealità con la tacita, irresistibile eloquenza dei fatti." (La Chiesa missionaria, 1867).
Alla filosofia delle idee è giunto il momento di sostituire, e subito, la filosofia dell'azione, la filosofia della vita. E, se, più tardi, il decreto su "L'apostolato dei laici" (1965) ricorderà che "dall'aver ricevuto i carismi, anche i più semplici, sorge per ogni credente il diritto e il dovere di esercitarli per il bene degli uomini e a edificazione della Chiesa" lui ribadisce che la responsabilità prima di ciascun cristiano, e dei religiosi in particolare, è di impegnarsi a "lavorare con la più severa ricerca della verità" ma nella determinazione di "mettere la scienza a servizio del bene".
Sua convinzione è, infatti, che "si può credere a chi parla, ma è difficile non credere a chi lavora fortemente; è impossibile non credere a chi, per una causa, eroicamente soffre".
"Si può simulare la parola, più difficilmente l'opera, impossibile simulare la sofferenza" (Le beatitudini evangeliche 1937). Non è un caso, quindi, se molti intellettuali dell'area cattolica suoi contemporanei si riferiscono al religioso barnabita come alla "incarnazione del giovane pensiero cristiano" (A. Giocomelli 1932).

### La carità e l'azione politica
Impegno culturale, morale, politico, e sociale diventano, allora, per il barnabita, i cardini su cui progettare ogni serio processo di rinnovamento, fondato su una sincera sollecitudine che miri a promuovere i valori cristiani nella comunità attraverso la famiglia, la vita economica e la partecipazione politica. Tutto ciò nonostante il fatto che il suo non è un impegno che aspira esclusivamente alla creazione di una forza cristiana finalizzata ad entrare, direttamente, nell'agone politico, quanto, piuttosto, un impegno più profondo, che nel rinnovamento culturale vede una condizione necessaria per un'incisiva e moderna azione politica, e sociale, dei cattolici.
Ciononostante è tra i fondatori della Democrazia Cristiana ma non per questo manca, più volte, di esclamare "Non ho molta fede nei partiti: spero molto da un'infusione larga, da un ravvivamento sincero, dello spirito cristiano in tutti e in ciascuno" (Le tre coscienze 1901).
Sente necessaria, infatti, un'esigenza fondamentalmente "apolitica", "super partes", di sincera azione cristiana, che si riproponga di riformare la cultura dall'interno, piuttosto che sprecare utili energie nel tentativo di disegnare futili e pericolose riforme esteriori. È per questo che collabora anche, con il Padre Agostino Gemelli, alla fondazione dell'Università Cattolica del Sacro Cuore seguendone le sorti, sin dagli inizi, difficili e incerti.
Non bisogna dimenticare che la Chiesa è impegnata, in quegli anni, in una lotta politica e ideologica serrata con uno Stato italiano laico e liberale, con il socialismo in ascesa, e con una corsa sempre più forte verso il piacere e il profitto; ciò la porta ad irrigidire la sua posizione teologica e morale con l'effetto di suscitare non poche resistenze verso quei laici, che vedevano, nel confronto intellettuale critico con la nuova cultura, un'opportunità ulteriore di apostolato, di sincera carità cristiana. "Quel disgraziato 'Non expedit'", ricorderà più tardi Padre Minozzi, "(era una) pesantissima catena ai piedi de' cattolici italiani" (Ricordando 1984) - e, specie per i seminaristi, per il clero, "La vita moderna era, doveva essere tutta maledetta. Non si dovevano guardare né libri, né persone, (era) scomunicato l'universo... Tra cattolici, liberali e socialisti si era scatenata una gara scervellata a ferirsi, a colpirsi gli uni gli altri, col risultato di ritrovarsi in una realtà politica fatta di rissosità, faziosità, di bassissima lega, in una condizione di vera e propria follia collettiva".

### La dignità della donna
Alle donne, poi - con quell'"Uscite, uscite.... dalle mura domestiche" (1915), "come il prete di sagrestia", anticipa l'invito alla responsabilità che è motivo dominante della "Centesimus annus" (CA 1991,37) e del "Catechismo della Chiesa Cattolica" (1992,1929), una responsabilità fondata sulla credibilità dell'impegno, sulla testimonianza delle opere e proiettata in un progresso che cammini nel pieno rispetto della identica dignità (Gaudium et spes 1965,49; Mulieris dignitatem 1988,6); "perché Dio non è a immagine dell'uomo - in lui.. non c'è spazio per differenze di sesso" (CCC 1992,370).
In questo il barnabita è un precursore dei tempi: è solo nel 1987 - anno della "Sollicitudo rei socialis" - che Giovanni Paolo II si rivolgerà a "tutti, uomini e donne senza eccezioni, perché, convinti della rispettiva, individuale, responsabilità", si mettano all'opera con l'esempio della vita, con la partecipazione attiva alle scelte economiche e politiche, dando in realtà un messaggio di svolta, e la donna - reintegrata a pieno titolo nella Chiesa - verrà messa, per la prima volta, di fronte all'"obbligo di impegnarsi per lo sviluppo, perché questo non è solo un dovere morale ma anche, e soprattutto, un imperativo per tutti e per ciascuno, un dovere di tutti verso tutti."(SRS 1987,32 e 47).
Nel 1904, tuttavia, parte dal Vaticano una nota per i vescovi nella quale si invitano gli alti prelati a far tacere le donne nelle adunanze cristiane e a non investirle di cariche che possano comportare reali responsabilità. Solo il 15 ottobre del 1967, due voci femminili, durante una solenne liturgia in San Pietro - rompendo secoli di silenzio - avranno la possibilità di presentarsi all'altare per pronunciare le "orazioni dei fedeli".
Il Semeria dal canto suo, già nel dicembre del 1898, ha, invece, auspicato tale condizione ricordando - a coloro che con la scusa di difendere la Chiesa dalle donne difendevano in realtà i propri privilegi - che nessuno, a nome della Chiesa, può avere il diritto di negare alla donna di rivendicare la propria dignità, magari facendosi forte della sua autorità, perché "il Cristianesimo non dice mai basta, dice sempre avanti, combatte gli idealismi, ma propugna le idealità"(1967,9).
Per lui il "femminismo" è una cosa seria: più che un problema di riscatto, si tratta, infatti, di un problema di dignità; e se la donna ha tutto il diritto di farsi sentire, efficacemente sentire" (1915,18), egli non perde occasione per stimolarla all'impegno, civile e sociale, allo studio (1934,91; S. Pagano 1994,128), all'esercizio della carità.

### La carità e l'opera in favore degli orfani
Prosegue nel suo impegno di carità, quindi, insieme intellettuale e sociale ma quando, dopo aver conosciuto la miseria della città di Roma, la sofferenza degli operai, vive la tragedia della guerra trovandosi, in trincea, al fianco di contadini inviati al fronte come carne da macello, la ricostruzione e l'urgenza di trovare i soldi per dare un pane agli orfani che aspettano un aiuto concreto nelle regioni meridionali gli fanno capire come fosse nel giusto quando affermava che, nel bisogno, stanchi di teorie e di chiacchiere, si sente, forte, un'unica necessità: quella di un'azione pratica. (Forme pratiche di solidarietà operaia 1902).
Punto di svolta di questa consapevolezza rappresenta, per l'intellettuale barnabita, l'incontro col Padre Giovanni Minozzi, che avviene in piena Prima guerra mondiale, quando il barnabita viene mandato ad Udine il 13 giugno 1915, e dove assisterà addolorato alla sorte di tanti giovani caduti per la difesa e l'amore del proprio Paese.
Lavorando al progetto, ambizioso, di offrire una casa ai suoi orfani, gli orfani di guerra, e con essa, un'educazione e una famiglia - quella de "I Discepoli" appunto - a quanti ne erano rimasti privi piombando nel bisogno, ha l'opportunità di confrontarsi con tante storie di miseria e povertà, tante storie d'ignoranza e d'abbandono totale. E frutto della comunione di intenti con Giovanni Minozzi germoglia, solida, l'Opera Nazionale per il Mezzogiorno d'Italia (O.N.M.I) (1921). Un viaggio in America dall'8 dicembre 1919 al 10 luglio 1920 gli aveva permesso, infatti, di raccogliere un milione e duecentomila Iire circa. L'impegno diviene, così, anche grazie alla collaborazione della nuova congregazione fondata dal Minozzi, sempre più deciso, sempre più sostenuto, talora addirittura febbrile, perché è convinto che "la luce c'è, ma non è luce se non a patto di essere calore - e l'insegnamento... si riconosce dai frutti... i frutti di bontà - ex fructibus cognoscetis" (Saggi clandestini 1967).
Le conferenze continuano, gli impegni della sua agenda si moltiplicano. Agli amici che lo incontrano, nei giorni in cui corre per la Penisola alla ricerca di soldi per i suoi orfani, dice preoccupato "Sappiate che non sono più il padre Semeria di una volta che faceva conferenze per gli altri. Ora ho famiglia, tanta famiglia, bisognissima famiglia... aiutatemi" (Cicero pro domo mea 1921). E, visitando gli istituti sparsi qua e là per il Sud - in Campania, in Basilicata, in Puglia, in Sicilia... - vedeva quali frutti realizzava concretamente la dedizione, l'affetto dei primi confratelli, delle suore. Finisce per rafforzarsi in lui, ulteriormente, l'idea che "quando ci si para dinanzi, o ci passa daccanto un vero affamato, autentico, è ridicolo e crudele fargli dei bei discorsi, delle esortazioni nobili, delle promesse mirabolanti: un pane, un vero pane è la sola risposta alla sua fame".

### Dalla carità della scienza alla scienza della carità
Apostolo della Carità, passa - secondo un'efficace espressione del Cilento - "dalla carità della scienza alla scienza della carità" " senza però rinnegare in alcun modo la sua missione giovanile. E se le testimonianze inedite, che vengono alla luce in questi anni, sembrano mostrare che il Semeria - "impedito oltre ogni ragionevole speranza nell'apostolato culturale, e in specie in quello, a lui tanto caro della predicazione"(Pagano 1989) - venga dirottato sull'impegno meridionalistico "per bruciarne la prorompente energia spirituale e intellettuale" - attraverso un'analisi attenta degli scritti e dell'opera del barnabita, si noterà un'esistenza coerente, unitaria: il concetto di carità non si è modificato, si è solo perfezionato, integrato, di una prospettiva, essenziale e complementare.
(Quel cuore che ha tanto amato gli uomini 1967)
Ai Discepoli, agli amici, ai collaboratori chiede un amore particolare per la carità fatta di opere concrete, un amore fondato sulla dedizione totale, e dal momento che "alla Chiesa, mancano soldati, non terre da conquistare", chiede loro che abbiano, sempre, il giusto entusiasmo, e sufficienti energie per rispondere alle necessità del bisogno. Esclama infatti nel 1905: "Amici ne abbiamo quanto basta per dirigere la nostra operosità... Lavoriamo, laboremus, lavoriamo a quel progresso morale degli individui e dell'umanità che non potrà essere maturo nella eternità se non si sia iniziato qui nel tempo."

### Morte
Durante un viaggio a Sparanise di Caserta, per assistere i "suoi" orfani, Giovanni Semeria muore; al suo capezzale si trovano il suo amico Minozzi, i suoi orfanelli, ma anche suore, ammiratori, amici più cari. La sua tomba si trova a Monterosso al Mare, nella sua Liguria, in un luogo da lui molto amato.
Nel giugno 1984, Padre Semeria, noto a tutti come "Fra Galdino", verrà dichiarato servo di Dio, primo passo per la beatificazione.

## Il commento moderno
Di lui parla Luigi Sturzo come di una figura di "meridionalista esemplare" (Scritti politici 1982), confermando il giudizio di Giustino Fortunato e della stessa "Civiltà Cattolica" che, dopo le tante amarezze del periodo romano - riferendosi all'azione educativa e sociale svolta dall'Opera Nazionale nelle regioni più abbandonate - scrive: "Ecco un'opera di vera ricostruzione" (Civiltà Cattolica 1921). Ma la conferma che la sua carità sia frutto di una scelta paolina, coerente e sinceramente cristiana, può essere vista nell'impegno morale e cristiano assunto dall'Opera verso le giovani generazioni. Un'Opera di carità che, dal 23 gennaio 1921, in oltre mezzo secolo, si caratterizzerà nel servizio a quanti vivono nel bisogno, esprimendo una testimonianza viva di quello che può, e deve essere, un pensiero veramente cristiano e moderno. Un'Opera che, a tutt'oggi, conta 28 istituti di educazione, 42 scuole materne, 5 case per anziani, 2 centri giovanili, una casa di soggiorno e di spiritualità, 2 scuole magistrali, 10 scuole elementari, 3 pensionati universitari, 4 scuole di ricamo e - germoglio di una spiritualità sempre vicina alle esigenze del tempo - una missione a Haquaquecetuba, nelle terre più povere dell'immenso Brasile (Mesolella 2008).
Oggi, sulla scorta di una riflessione più serena e di un'analisi più attenta dei documenti la critica storica va sempre più confermando che, fedele alla sua vocazione cristiana, il Semeria abbia, piuttosto, dimostrato verso la Chiesa "una fede sincera, un'intensa spiritualità, una vera lealtà" (Martina 1987, Zambarbieri 1975). Esprimendo, all'interno del giovane pensiero cristiano, una riflessione ortodossa, cattolica, e romana, il Semeria avrebbe, infatti realizzato - secondo molti storici (Vercesi 1923, Gentili 1982, Scoppola 1961) e alti rappresentanti della gerarchia ecclesiastica (Paolo VI 1968, Giovanni Paolo II 1980) - una generosa testimonianza di fedeltà ecclesiale a cui superficialità e ignoranza (Erba, Siri 1966) opposero, talora, un ostile atteggiamento che non mancò di protrarsi fino alla calunnia, mostrando a quali danni può condurre, e a quali aberrazioni, uno zelo senza verità e carità; uno zelo che troppo spesso "non parlò secundum scientiam, e molto meno secondo verità, giustizia e carità".

## Opere
- La carità della scienza la scienza della carità, Cogliati, Milano 1900
- L'arte e l'apologia cristiana nel Quo vadis di Enrico Sienkievicz: lezione inaugurale del terzo anno della Scuola superiore di Religione in Genova, tenuta il 16 novembre 1899, Tipografia della Gioventù, Genova 1900
- Apologia Chrystyanizmu i sztuka w powieści Henryka Sienkiewicza: Quo vadis, Warszawa 1900
- Il Cristianesimo di Severino Boezio rivendicato, Tip. Poliglotta della S.C. de Propaganda Fede, Roma 1900
- Venticinque anni di Storia del Cristianesimo nascente, Pustet, Roma 1900
- Die künstleriche und christlich-apologetische Bedeutung des Romans «Quo vadis», Einsiedeln 1901
- Idealità buone. Per la Scienza. Per il Secolo. Per le donne. Per i giovani. Per gli operai. Per la Musica. Per i monti. Per la ginnastica. Per le feste, Tip. della Gioventù, Genova 1901
- Dogma, Gerarchia e Culto nella Chiesa primitiva, Pustet, Roma 1902
- Il Cardinale Newman: lezione inaugurale dell’Anno Scolastico 1901-1902 per la Scuola Superiore di Religione in Genova, Pustet, Roma 1902
- Scienza e Fede e il loro preteso conflitto. La critica della Scienza, Pustet, Roma 1903
- Le vie della fede. Contributi apologetici, Libreria Pontificia Federico Pustet, Roma 1903
- Gli Inni della Chiesa, Stabilimento Pontificio d'Arti Grafiche Sacre (A. Bertarelli e Compagni).Milano 1903
- Il pensiero di San Paolo nella lettera ai Romani, Pustet, Roma 1903
- Dante, l’uomo e il poeta nella cornice dei suoi tempi in Lectura Dantis Genovese. Canti I-XI dell’Inferno, Le Monnier, Firenze 1904, pagg. 1-42
- Storia di un conflitto tra scienza e fede. La questione galileiana Federico Pustet, Roma 1905
- Canto Ventesimoterzo in Lectura Dantis Genovese. I Canti XII-XXIII dell’Inferno, Successori Le Monnier, Firenze 1906, pagg. 441-477
- Dante, i suoi tempi e i nostri in Le opere minori di Dante Alighieri: letture fatte nella sala d Dante in Orsanmichele nel MCMV, G.C. Sansoni, Firenze 1906, pagg. 3-31
- Pei sentieri fioriti dell'arte:spigolature, Pustet, Roma 1906
- L'eredità del Secolo, Pustet, Roma 1907
- Lettere Pellegrine, Vita e Pensiero, Milano 1919
- Epilogo di una controversia, La Civiltà Cattolica, a. LXXI (1920), vol. IV, fasc. 1689
- Memorie di guerra, Amatrix, Roma 1924
- I miei ricordi oratori, Amatrix, Milano-Roma, 1927
- Triduo e panigirico di S. Antonio Maria Zaccaria fondatore dei barnabiti e delle Angeliche, Barnabiti San Giuseppe Pontecorvo, Napoli 1928
- I miei tempi, Amatrix, Milano-Roma, 1929
- I miei quattro Papi, 3 voll., Scuola Tip. dell'Orfanotrofio Maschile, Amatrice 1930-1933
- Maria ideal de Santidad (a cura del P. I. M. Clerici Bta), Ediciones Paulinas, Santiago de Chile 1960  [traduzione del volume “Maria ideale di virtù” (a cura del P. P. De Candia Bta), Soc. Ed. Internazionale, Genova 1934]
- La Libertà (Collana “Scrittori Barnabiti”, II), Felice Le Monnier, Firenze 1936
- La Coscienza (Collana “Scrittori Barnabiti”, IV), Felice Le Monnier, Firenze 1937
- Le Epistole delle Domeniche, Opera Nazionale per il Mezzogiorno d'Italia, Roma-Milano, 1938
- Saggi... Clandestini, 2 voll., Edizioni Domenicane, Alba, 1967
- Anni terribili. Memorie inedite di un 'modernista' ortodosso (1903-1913), Edizioni San Paolo, Cinisello Balsamo 2008